# Ø (Sydslesvig)
 For alternative betydninger, se Ø (flertydig). (Se også artikler, som begynder med Ø)
Ø, Gade (dansk) eller Oehe (tysk) er en halvø og et gods beliggende ved ved Sliens munding i Østersøen i det østlige Sydslesvig. Administrativt hører godset og holvøen under Masholm kommune i Slesvig-Flensborg kreds i den nordtyske delstat Slesvig-Holsten. I kirkelig henseende hører stedet under Kappel Sogn. Sognet lå i den danske periode indtil 1864 i Kappel Herred, Slesvig.
Øen var som del af Gelting Skov dansk krongods. Den er allerede nævnt i Valdemars Jordebog fra 1231 som Gaath, som senere blev til Gath eller Gode (1463). En landspids på øen hed tilsvarende Gohoved. Navnet er afledt af oldnordisk gat. Der fortælles om, at øen blev benyttet som jagtdistrikt under Christian 4. Dengang fandtes der endnu vildsvin og kronhjorte på øen. Mod syd lå Sliminde med landsbyen Mindesby og tilhørende Gammelborg. Mod syd lå fiskerbyen Masholm. I 1798 blev øen gjort landfast med en dæmning mod Vormshoved, hvormed Vormshoved Nor (også Ø Nor eller på tysk Oeher Noor) blev skabt.
Selve godset opstod, da Bukhavn gods blev delt i 1561. Under godset hørte landsbyerne Vormshoved, Gundelsby og Hasselbjerg (alle tre byer tilhører i dag Hasselbjerg kommune), fiskerbyen Masholm samt kådnersteder Bobæk og Juholt. Det ved Masholm beliggende kådnersted Eghoved (Eckshöved) blev senere afbrudt. Der berettes om, at fogden på Ø i 1600-tallet blev slået ihjel af gårdens undergivne på grund af plagerier. I årene 1696 til 1701 var godset gottorpsk, men blev snart derefter solgt - og bevarede på den måde sin status som selvstændig adelsgods med birkerettigheder. Efter 1780 blev avlsgården i Hasselbjerg parcelleret. I årene 1807 til 1852 havde godset samme ejer med Olpenæs gods. Som følge af patrimonialjurisdiktionens afskaffelse i 1853 kom Ø som alle andre godser i det østangelske godsdistrikt under det nyoprettede Kappel Herred.
Efter 1949 dannedes fuglereservatet Ø-Sliminde. Fuglereservatet har stor betydning som rasteplads for gennemtrækkende og overvintrende fugle.